# オークス (冠婚葬祭)
オークス株式会社（OARKS）は、富山県富山市に本社を置き、同県および石川県にて冠婚葬祭の事業を展開する企業である。

## 会社概要
- 設立 - 1971年3月[2]
  - 設立当初の名称は『富山県新生活互助会』であったが、1974年3月に株式会社として法人化し、1977年5月に『株式会社新生活互助会』に改称[3]。1988年3月1日に現社名に改名された[4]。
- 資本金 - 5,000万円[2]
- 従業員数 - 521人（2021年7月1日現在）[3]
- 本社 - 富山県富山市中島4-2-14[2]
  - 設立時から1981年8月に現在地に移転するまでは、富山市永楽町17-2に本社が置かれていた[3][5]。
- 支店 - 新川支社、高岡支社、砺波支社、金沢支社、七尾支社[2]
- 関連会社 - オークスバス株式会社、オークスサービス株式会社[2]